# Жеребцова Олександра Андріївна
Олександра Андріївна Жеребцова (10 серпня 1929, с. Іщеїно, Краснинський район, Центрально-Чорноземна область, СРСР — ?) — доярка, тваринник, Герой Соціалістичної Праці (1966).

## Біографія
Народилася 10 серпня 1929 року в селі Іщеїно Краснинського району, Центрально-Чорноземна область, СРСР (нині в Липецькій області Росії) в селянській сім'ї.
У 1944 році працевлаштувалася обліковцем в колгосп «Добра воля» (згодом «Зоря комунізму»). У 1952 році прийнята на роботу дояркою на Кам'янську ферму, одна з перших в районі отримала понад 4 тонни молока від корови за рік. У 1962 році вступила в КПРС. 22 серпня 1966 року за трудову доблесть їй присвоєно звання Героя Соціалістичної Праці.
У 1969 році стає завідувачем племінної ферми. У 1986 році вийшла на заслужений відпочинок.
Обиралася делегатом 3-го з'їзду колгоспників, членом обкому КПРС, депутатом обласної і районної рад депутатів, багаторазова учасниця ВДНГ СРСР. У Краснинському районі переможцю змагання серед доярок щорічно вручався приз імені О. А. Жеребцової. У 2014 році нагороджена почесним знаком «За заслуги перед Краснинським районом». У 2015 році в с. Кам'янка Краснинського району відкрита меморіальна дошка на її честь.